# Arrival of Everglow
Arrival of Everglow es el álbum sencillo debut del grupo femenino surcoreano Everglow. El álbum fue lanzado digitalmente el 18 de marzo de 2019 y físicamente el 19 de marzo de 2019 por Yuehua Entertainment y distribuido por Genie Music y Stone Music Entertainment. El álbum sencillo contiene tres pistas, incluyendo la canción principal, «Bon Bon Chocolat».

## Antecedentes y lanzamiento
El 6 de marzo de 2019, Yuehua Entertainment, sello discográfico del grupo, anunció a través de sus redes sociales oficiales que Everglow haría su debut con un álbum sencillo titulado Arrival of Everglow.
Las imágenes conceptuales de cada una de las miembros se lanzaron el 8 de marzo de 2019. El álbum contiene tres pistas: «Moon», el sencillo principal «Bon Bon Chocolat» y «D+1».

## Promoción
Everglow realizó una presentación en vivo en el Blue Square YES24 Live Hall el 18 de marzo, donde interpretaron «Bon Bon Chocolat» junto con las otras pistas que componen el álbum, «Moon» y «D+1».
El grupo comenzó a promover el sencillo principal «Bon Bon Chocolat» el 21 de marzo presentándose en el programa de televisión surcoreano M! Countdown del canal Mnet, seguido por actuaciones en los programas Music Bank, Show! Music Core e Inkigayo.

## Vídeo musical
El teaser del vídeo musical de su sencillo principal fue lanzado el 12 de marzo de 2019 y el vídeo musical completo el día 18 de marzo. La coreografía de «Bon Bon Chocolat» que se puede apreciar en el vídeo fue realizada por la bailarina Lia Kim.

## Lista de canciones
| CD    |                                 |                                                  |                                                            |                                           |          |  |
| N.º   | Título                          | Letras                                           | Música                                                     | Arreglos                                  | Duración |  |
| 1.    | «Moon» (달아)                   | Seo Ji-eum, E:U                                  | Andreas Öberg, Ludwig Lindell, Skylar Mones, Rosanna Ener  | Ludwig Lindell                            | 3:14     |  |
| 2.    | «Bon Bon Chocolat» (봉봉쇼콜라) | JQ, Tomboy, Yoonsoo, Lee Ji-won (makeumineworks) | Melanie Fontana, Michel 'Lindgren' Schulz, Jurek Reunämaki | Jurek Reunämaki, Michel 'Lindgren' Schulz | 3:49     |  |
| 3.    | «D+1»                           | Brother Su                                       | 72, Andrew Lane, Breezelle Fox, Geist, Pollock             | Geist, Pollock                            | 4:37     |  |
| 11:35 |                                 |                                                  |                                                            |                                           |          |  |

## Premios y reconocimientos

### Listados
| Publicación | Lista                          | Canción            | Ranking | Ref.  |
| ----------- | ------------------------------ | ------------------ | ------- | ----- |
| Refinery29  | The Best K-Pop Songs of 2019   | «Bom Bom Chocolat» | 19.º    | [ 8 ] |
| MTV         | The Best K-pop B-sides of 2019 | «Moon»             | 19.º    | [ 9 ] |